# 三部作 (プッチーニ)
ジャコモ・プッチーニの三部作（さんぶさく、Il trittico ）とは、彼の作曲した3つの一幕物オペラ、順番に『外套』、『修道女アンジェリカ』、『ジャンニ・スキッキ』を一夜で連続して上演するという試みである。1918年12月14日、ニューヨーク・メトロポリタン歌劇場で初演された。
この3作は常にこの順番で組み合せて上演する、というのが作曲者プッチーニの当初の意図だったが、今日では個別オペラが単独で、または他の作曲家の短篇オペラとの組み合わせで上演されることも多い。
なお、個々のオペラの作曲の経緯、あらすじ等に関してはそれぞれの個別記事を参照されたい。

## 三部作の成立と構成
プッチーニが、いつ頃から「三部作」の構想をもっていたのかに関しては様々の説がある。
プッチーニが『トスカ』を大成功させた1900年頃、すでに彼には「複数作の組合せ物――同一作家の作品、あるいは複数作家の組合せ」の構想があったと考える説がある。
1904年にプッチーニはマクシム・ゴーリキーの数篇の作品を読んで興味を持ったらしく、同年9月に彼はルイージ・イッリカに対し、このうち3つの作品を読んでオペラ化を検討してもらいたい旨の書簡を送っている。プッチーニは更にゴーリキー自身に題材提供を直接打診することまでも検討したらしい。しかし、この後プッチーニはアメリカを題材とした『西部の娘』（初演1910年）制作に忙殺され、また組み合せるべき題材を見出せなかったこともあり、この「ゴーリキー三部作」計画は立ち消えとなった。
更に、プッチーニの楽譜を独占的に出版していたリコルディ社総帥、ジューリオ・リコルディがこうした「組合せ物」構想に強く反対していたことも注目に値する。ジューリオならびにリコルディ社の懸念は、複数作品の同時上演は（全体としてみた場合）大規模かつ高コストとならざるを得ず、結果として再演機会の減少、ひいてはリコルディ社の収益減につながる、との実際的なものだった。
しかし、そのジューリオが1912年に亡くなり、翌1913年、プッチーニがパリでディディエ・ゴルドの舞台劇『ラ・ウプランド（外套）(La Houppelande )』を観劇した頃から、彼は再び「組合せ物」構想を真剣に検討し始めたのだった。

### その構成
最終的にプッチーニの「三部作」は『外套』、『修道女アンジェリカ』、『ジャンニ・スキッキ』をこの順番で上演する、という形態に落ち着いた。この構成は何に由来し、どのような意味をもつのかに関しても各説がある。
『神曲』
救いようのない暗さをもつ『外套』、人間の贖罪をテーマとした『修道女アンジェリカ』、明るいユーモアの『ジャンニ・スキッキ』の3つが、ダンテ・アリギエーリ『神曲』の地獄篇、煉獄篇、天国篇にそれぞれ対応する、との分析がある。もっとも、『ジャンニ・スキッキ』は天上の哲学的な歓喜とは無縁の人間臭いユーモアであり、ダンテまで持ち出すのは穿ち過ぎではないか、との批判もある。
ホフマン物語
1881年初演のジャック・オッフェンバックのオペラ『ホフマン物語 (Les Contes d'Hoffmann )』は、主人公の詩人ホフマンが3人の女性オランピア、アントーニア、ジュリエッタと繰り広げる3つの恋物語であり、プッチーニはこの作品からヒントを得て3つの物語の同時上演を考案した、との説がある。しかし、『ホフマン物語』が同一主人公による、3つの類似した物語であるのに対して、「三部作」はまったく異なる時代、地域の別種の物語の組合せであり、両者には大きな相違が見られる。
グラン・ギニョール劇場
プッチーニが『外套』をオペラ化するきっかけとなったパリのグラン・ギニョール劇場では短幕物の3本立て上演が多く行われており、プッチーニ「三部作」もそれに倣ったのだとの説もある。
劇場効果
「三部作」はプッチーニの鋭い劇場感覚から生まれたオリジナルの構想であるとの考えもある。この頃プッチーニはある書簡で。

「劇場で成功するにはお決まりの秘訣というのがある。まずは観客に興味を持たせ、驚かせ、感動させ、そして笑わせるんだ」

と述べている。『外套』が観客を惹きつけそしてエンディングで驚かせ、『アンジェリカ』が感動させ、『ジャンニ・スキッキ』が最後に笑わせて家路につかせる役目を担っているのだとすると、この「三部作」構成はプッチーニのいう「秘訣」をそのままその順番で作品化したものだということができる。

### 名称(Il trittico)の由来

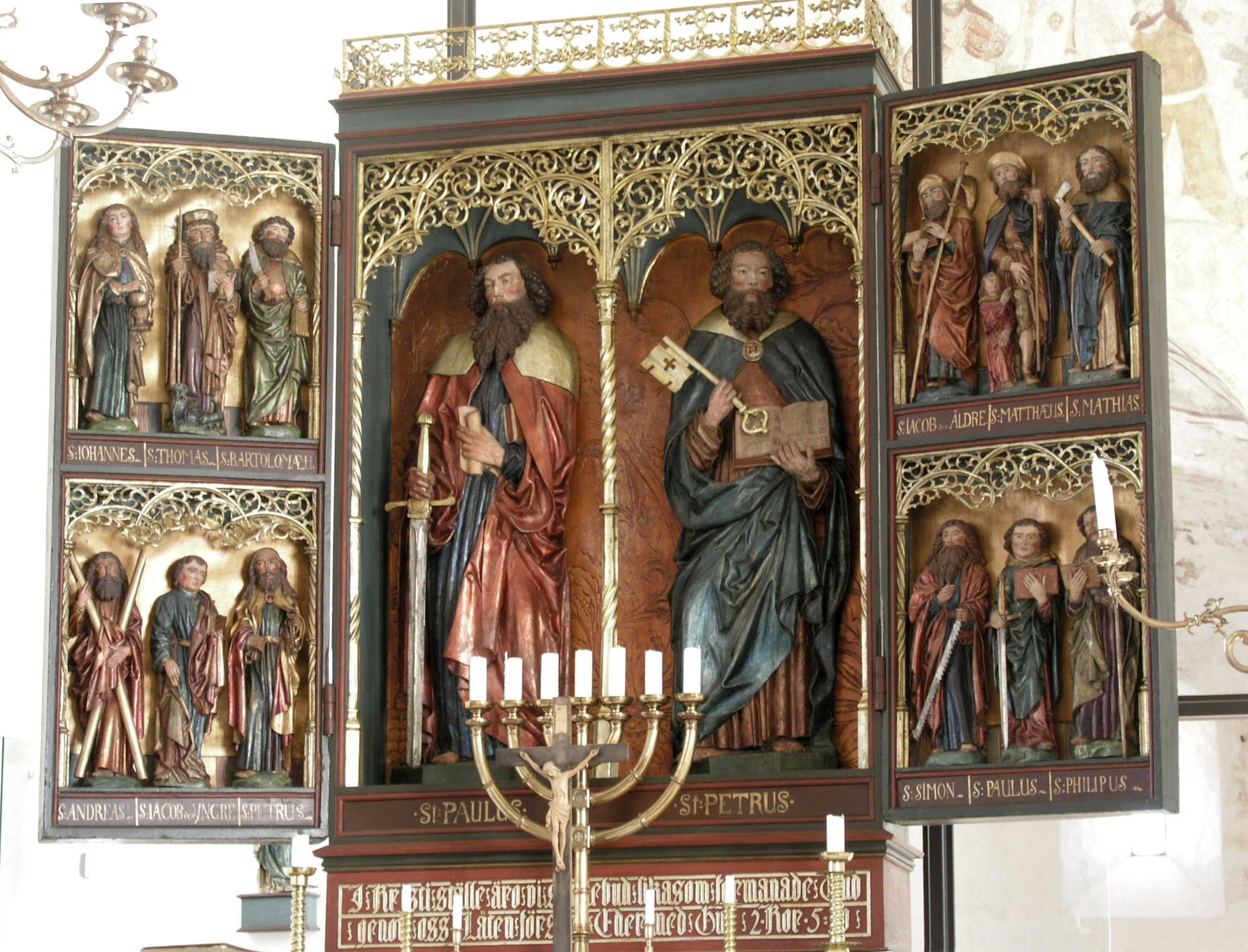
三幅対の例

プッチーニ自身がこの三部作を"Il trittico"と呼んでいたことは書簡などで確認されている。そしてそれは宗教絵画などでみられるいわゆる三幅対（さんふくつい、三枚連なった絵画あるいは彫刻）のことである。
プッチーニの没後早い段階で刊行された伝記は、この名称Il tritticoがトッレ・デル・ラーゴのプッチーニ邸に招かれた友人画家（複数）との雑談中に考案されたとの逸話を伝えている。それによればプッチーニ自身は辞書を片手に「三角形」、「三位一体」、「三脚」など「三」に関連した様々の言葉を並べ挙げ、それに対して画家のひとりが三幅対を意味するtritticoを提案したという。

## 初演とその評価
プッチーニは『外套』を1916年11月、『アンジェリカ』を1917年9月、そして『ジャンニ・スキッキ』を1918年2月に完成した。イタリアも含めてヨーロッパ全土は第一次世界大戦中であり、「三部作」世界初演は1918年12月14日、ニューヨーク・メトロポリタン歌劇場（メト）にて行われることが決定した。同年11月11日に休戦が成立したものの、残存機雷のため航海の安全が確保できないとの懸念からプッチーニはこのメトでの世界初演には参加せず、翌1919年1月11日のローマ・コスタンツィ劇場でのイタリア初演を監修することとなった。
メト初演での評価は、『外套』は一応の満足を受けたもののヴェリズモ・オペラの焼き直し・亜流との評、『修道女アンジェリカ』は各評とも「失敗作」、そして『ジャンニ・スキッキ』は大絶賛というものだった。
イタリア初演では、『外套』の評価は低く、『アンジェリカ』はまずまず、そして『スキッキ』はここでも聴衆・評論家の双方に大絶賛された。なおアルトゥーロ・トスカニーニはローマ初演を客席から観たが、『外套』を嫌った彼は同作の幕が下りたところで他2作をまたずに退席、プッチーニの不興をかうこととなった。

## 三部作の「解体」
プッチーニ自身は『アンジェリカ』を「三部作」中でも珠玉の作とみなし偏愛していたとされているが、皮肉なことに同作がもっとも早く、演奏されなくなる運命にあった。1920年6月からのロンドン・コヴェント・ガーデン劇場での「三部作」英国初演では、2夜目から『アンジェリカ』が落とされ『外套』・『スキッキ』のみの演奏となった。プッチーニは強硬に抗議したが無駄であった。
こうして「三部作」の解体が始まり、各作品はそれぞれ単独で、あるいは他作曲家の短幕物オペラ、例えば『カヴァレリア・ルスティカーナ』、『道化師』といったヴェリズモ・オペラ、あるいはリヒャルト・シュトラウス『サロメ』、あるいはバレエなどとの組合せでの上演が増えることとなった。女声のみで成る『アンジェリカ』はこの場合やはり不利で、演奏機会は他の2作に比べて格段に少ない。
作曲者プッチーニの意図通りの「三部作」が受け入れられなくなった理由としては、『アンジェリカ』が「弱い」と考えられたためばかりでなく、3つのオペラ（それぞれ約50分）を上演し、舞台転換をすることを考えると終演までには4時間以上を要する（これはプッチーニの他作品すべてよりも、またヴェルディの殆どの作品よりも長い）こと、プリマ・ドンナ級ソプラノはどうしても2人を要するので、上演コストが高くつくこと、といった実際的な事情も大きかったと考えられる。更にバンダなどの楽器編成がオルガンやピアノ2台などを含み大きすぎるのも原因の一つである。最近はミュンヘンのゲルトナープラッツ・オペラのように3部作に戻しての演奏例もある。ヨーロッパの学生オペラでは「ジャンニ・スキッキ」だけを取り出してヘンツェの1幕物のオペラなどと組み合わせてよく上演され、オペラ科学生の登竜門となっている。
そして、細かいことのようだがここでもリコルディ社の巧みなビジネス戦略が感じられる。というのは、出版された楽譜ではどこにも「三部作 (Il trittico)」の字はないし、上演は組合せで行うべしとの指示も存在しない、あくまで3つの個別作品との扱いとなっているのである。「三部作」総体でひとつの芸術的まとまりをもつものと考えていたプッチーニにとってこの処置は不満があったようだが、各作の個別上演を可能にすることで延べ上演回数は増加し、結果としてリコルディ社（ひいてはプッチーニ自身）の収益は増大したのである。最近ではドーヴァー出版のスコアのように3部全体をまとめた楽譜も販売されている。

## 楽器編成
3作ともほぼ同一の3管編成である。
ピッコロ、フルート2、オーボエ2、イングリッシュ・ホルン、クラリネット2、バス・クラリネット、ファゴット2、ホルン4、トランペット3、トロンボーン3、バス・トロンボーン、ティンパニ（1人）、トライアングル、大太鼓、シンバル、グロッケンシュピール、チェレスタ、ハープ、弦5部。
バンダを含む微妙な楽器編成の違いについては各項目ごとに記す。

## 上演時間
通算約2時間半（各幕約50分）

## 編曲
アメリカのピアニストであったィヴァ・ミカショフが、「三部作幻想」と題した名場面のメドレーをピアノ独奏用に編曲している。出版はペータース(No.67952)。脱稿日はミカショフの死の2年前だった。